# 2018년 일본 프로 야구 올스타전
2018년 일본 프로 야구 올스타전은 2018년 7월 13일과 7월 14일에 열린 일본 프로 야구의 올스타전 경기이다.

## 개요
전년도에 이어 2년 연속 마이나비의 특별 협찬으로 ‘마이나비 올스타 게임 2018’(マイナビオールスターゲーム2018)이라는 이름으로 개최됐다. 작년과 마찬가지로 두 차례의 경기가 열렸으며 모두 지명타자제가 채택됐다.

## 일정
- 1차전 : 7월 13일

교세라 돔 오사카(19시에 시작, 2012년 1차전 이후 6년 만에 개최)
- 2차전 : 7월 14일

후지사키다이 현영 야구장(18시 30분 시작, 올스타전 첫 개최)
1. 금년도에는 1차전이 퍼시픽 리그가 홈 경기로 치러졌으며 1루 측(센트럴 리그는 3루쪽이며 원정팀으로 취급)을 사용했다. 2차전은 센트럴 리그 홈 경기로 치러졌으며 1루 측(퍼시픽 리그는 3루쪽이며 원정팀으로 취급)을 사용했다.
2. 2차전은 우천으로 인한 예비일로서 7월 15일에 치러질 예정이었다.
3. 이번 해부터는 정규 시즌과 똑같이 비디오 판독도 쓸 수 있게 됐다.

## 특별 행사
- 홈런 더비
- 야구 전당 헌액식(1차전 시작 전)

참석자 : 마쓰이 히데키, 가네모토 도모아키, 하라 다쓰노리

## 출장 선수
| 범례 - 굵은 글씨 : 팬 투표에 의한 출장 - ※ : 선수간 투표에 의한 출장 - ☆ : 플러스 원 투표에 의한 출장 - ▲ : 출장 사퇴 선수 발생에 의한 보충 선수 - 그 외에는 감독 추천에 의한 출장 |

| 센트럴 리그 | 센트럴 리그        | 센트럴 리그 | 센트럴 리그 |
| ----------- | ------------------ | ----------- | ----------- |
| 감독        | 오가타 고이치      | 히로시마    |             |
| 코치        | 가네모토 도모아키  | 한신        |             |
| 코치        | A. 라미레스        | DeNA        |             |
| 선발 투수   | 마쓰자카 다이스케  | 주니치      | 9(2)        |
| 중간 계투   | 우에하라 고지      | 요미우리    | 9(1)        |
| 마무리 투수 | 야마사키 야스아키  | DeNA        | 4           |
| 투수        | 스가노 도모유키※   | 요미우리    | 6           |
| 투수        | 오세라 다이치      | 히로시마    | 첫 출장     |
| 투수        | 나카자키 쇼타      | 히로시마    | 2           |
| 투수        | 아즈마 가쓰키      | DeNA        | 첫 출장     |
| 투수        | R. 메신저          | 한신        | 첫 출장     |
| 투수        | 이와사다 유타      | 한신        | 2           |
| 투수        | O. 가르시아        | 주니치      | 첫 출장     |
| 투수        | 이시야마 다이치    | 야쿠르트    | 2           |
| 포수        | 고바야시 세이지※   | 요미우리    | 2           |
| 포수        | 아이자와 쓰바사    | 히로시마    | 2           |
| 포수        | 나카무라 유헤이    | 야쿠르트    | 4           |
| 1루수       | 오카모토 가즈마    | 요미우리    | 첫 출장     |
| 1루수       | J. 로페즈※         | DeNA        | 2           |
| 2루수       | 야마다 데쓰토      | 야쿠르트    | 4           |
| 2루수       | 기쿠치 료스케※     | 히로시마    | 5           |
| 3루수       | 미야자키 도시로※   | DeNA        | 2           |
| 유격수      | 사카모토 하야토※   | 요미우리    | 10          |
| 내야수      | 다나카 고스케      | 히로시마    | 3           |
| 내야수      | 이토하라 겐토      | 한신        | 첫 출장     |
| 내야수      | 사카구치 도모타카☆ | 야쿠르트    | 2           |
| 외야수      | 쓰쓰고 요시토모※   | DeNA        | 4           |
| 외야수      | 아오키 노리치카    | 야쿠르트    | 8           |
| 외야수      | 스즈키 세이야※     | 히로시마    | 3           |
| 외야수      | 이토이 요시오※     | 한신        | 10          |
| 외야수      | 히라타 료스케      | 주니치      | 2           |
| 외야수      | W. 발렌틴          | 야쿠르트    | 6           |

| 퍼시픽 리그 | 퍼시픽 리그       | 퍼시픽 리그 | 퍼시픽 리그 |
| ----------- | ----------------- | ----------- | ----------- |
| 감독        | 구도 기미야스     | 소프트뱅크  |             |
| 코치        | 쓰지 하쓰히코     | 세이부      |             |
| 코치        | 나시다 마사타카   | 라쿠텐      |             |
| 코치        | 히라이시 요스케   | 라쿠텐      |             |
| 선발 투수   | 기쿠치 유세이     | 세이부      | 3           |
| 중간 계투   | 미야니시 나오키   | 닛폰햄      | 2           |
| 마무리 투수 | 마스이 히로토시   | 오릭스      | 3           |
| 투수        | 기시 다카유키※    | 라쿠텐      | 4           |
| 투수        | 가지야 렌         | 소프트뱅크  | 첫 출장     |
| 투수        | 모리 유이토       | 소프트뱅크  | 2           |
| 투수        | A. 앨버스         | 오릭스      | 첫 출장     |
| 투수        | 야마모토 요시노부 | 오릭스      | 첫 출장     |
| 투수        | 우와사와 나오유키 | 닛폰햄      | 첫 출장     |
| 투수        | 이시카와 아유무   | 지바 롯데   | 2           |
| 투수        | 우치 다쓰야       | 지바 롯데   | 첫 출장     |
| 투수        | M. 볼신저         | 지바 롯데   | 첫 출장     |
| 포수        | 모리 도모야       | 세이부      | 2           |
| 포수        | 가이 다쿠야※      | 소프트뱅크  | 첫 출장     |
| 1루수       | 야마카와 호타카※  | 세이부      | 첫 출장     |
| 2루수       | 아사무라 히데토※  | 세이부      | 6           |
| 3루수       | 마쓰다 노부히로※  | 소프트뱅크  | 8(1)        |
| 유격수      | 겐다 소스케※      | 세이부      | 2           |
| 내야수      | 도노사키 슈타     | 세이부      | 첫 출장     |
| 내야수      | 이마에 도시아키   | 라쿠텐      | 3           |
| 내야수      | 나카타 쇼         | 닛폰햄      | 8           |
| 내야수      | 나카무라 쇼고     | 지바 롯데   | 첫 출장     |
| 내야수      | 아다치 료이치▲    | 오릭스      | 첫 출장     |
| 외야수      | 야나기타 유키※    | 소프트뱅크  | 5           |
| 외야수      | 아키야마 쇼고※    | 세이부      | 4           |
| 외야수      | 요시다 마사타카※  | 오릭스      | 첫 출장     |
| 외야수      | 오기노 다카시     | 지바 롯데   | 첫 출장     |
| 외야수      | 오타 다이시☆      | 닛폰햄      | 첫 출장     |
| 외야수      | 나카무라 아키라▲  | 소프트뱅크  | 첫 출장     |
| 지명타자    | 곤도 겐스케       | 닛폰햄      | 2(1)        |
| 지명타자    | A. 데스파이그네※  | 소프트뱅크  | 2           |

- 숫자는 출장 횟수를 뜻하며 괄호 안에 있는 숫자는 상기 횟수 가운데 부상 때문에 출전하지 못한 횟수.

1. ↑  오른쪽 집게손가락 기절골 분쇄 골절에 의한 부상 때문에 출전을 포기했으며 오기노를 대체할 선수로서 나카무라 아키라가 출장했다.[2]
2. ↑  왼쪽 제5중수골 골절에 의한 부상 때문에 출전을 포기했으며 오타를 대신하여 플러스 원 투표에서 2위를 기록한 아다치가 출장했다.[3]

더욱이 사퇴한 선수는 부상 여부에 상관없이 야구 협약 86조에 의해 올스타전 종료 후 후반기 시작 시점부터 10경기 동안 선수 등록이 불가능하다.
(출처:)

## 올스타전 경기 결과

### 1차전

#### 스코어
| 팀 | 1 | 2 | 3 | 4 | 5 | 6 | 7 | 8 | 9 | R | H  | E |
| 센트럴 | 0 | 3 | 2 | 0 | 0 | 0 | 0 | 1 | 0 | 6 | 10 | 2 |
| 퍼시픽 | 5 | 0 | 0 | 0 | 0 | 2 | 0 | 0 | X | 7 | 14 | 0 |
| 승리 투수: 미야니시 나오키(닛폰햄) 패전 투수: 오넬키 가르시아(주니치) 세이브: 마스이 히로토시(오릭스) 홈런: 센트럴 – 스즈키 세이야(히로시마·2회 1점), 미야자키 도시로(DeNA·2회 2점), 쓰쓰고 요시토모(DeNA·3회 2점) 퍼시픽 – 아키야마 쇼고(세이부·1회 1점), 모리 도모야(세이부·1회 3점) |   |   |   |   |   |   |   |   |   |   |    |   |

#### 출장 선수
| 센트럴 | 센트럴 | 센트럴            |
| 타순   | 수비   | 선수              |
| ------ | ------ | ----------------- |
| 1      | (二)   | 야마다 데쓰토     |
| 2      | (중)   | 아오키 노리치카   |
| 3      | (유)   | 사카모토 하야토   |
| 4      | (좌)   | 쓰쓰고 요시토모   |
| 5      | (우)   | 스즈키 세이야     |
| 6      | (지)   | W. 발렌틴         |
| 7      | (三)   | 미야자키 도시로   |
| 8      | (一)   | 오카모토 가즈마   |
| 9      | (포)   | 아이자와 쓰바사   |
|        | (투)   | 마쓰자카 다이스케 |

| 퍼시픽 | 퍼시픽 | 퍼시픽          |
| 타순   | 수비   | 선수            |
| ------ | ------ | --------------- |
| 1      | (중)   | 아키야마 쇼고   |
| 2      | (우)   | 야나기타 유키   |
| 3      | (지)   | 곤도 겐스케     |
| 4      | (一)   | 나카타 쇼       |
| 5      | (좌)   | 요시다 마사타카 |
| 6      | (二)   | 아사무라 히데토 |
| 7      | (포)   | 모리 도모야     |
| 8      | (三)   | 이마에 도시아키 |
| 9      | (유)   | 아다치 료이치   |
|        | (투)   | 기쿠치 유세이   |

#### 수상 선수
MVP
- 모리 도모야(세이부)

첫회에 마쓰자카 다이스케로부터 3점 홈런을 포함해 5타수 2안타, 3타점의 활약을 보였다. 세이부 소속 선수의 MVP 수상은 2011년 2차전에서 나카무라 다케야 이후 7년 만에 8번째 수상이다(팀의 전신인 니시테쓰, 다이헤이요 클럽, 크라운라이터를 포함).
감투 선수상
- 알프레도 데스파이그네(소프트뱅크)

6회에 역전 적시타를 포함해 2타수 2안타 1타점을 기록했고 2017년 2차전 MVP에 이어 수상했다.
- 쓰쓰고 요시토모(DeNA)

3회에 야마모토 요시노부로부터 동점 2점 홈런을 포함해 3타수 2안타 2타점을 기록했고 2016년부터 3년 연속으로 1차전에서 홈런을 기록했다.
- 스즈키 세이야(히로시마)

2회에 기쿠치 유세이로부터 1점 홈런을 기록했고 합계에서도 2타수 2안타 1타점의 활약을 보였다. 2016년 2차전에 이어 수상했다.

### 2차전

#### 스코어
| 팀                                                              | 1 | 2 | 3 | 4 | 5 | 6 | 7 | 8 | 9 | R | H  | E |
| 퍼시픽                                                          | 0 | 0 | 0 | 0 | 2 | 0 | 1 | 2 | 0 | 5 | 13 | 0 |
| 센트럴                                                          | 0 | 0 | 0 | 0 | 0 | 0 | 0 | 1 | 0 | 1 | 7  | 2 |
| 승리 투수: 앤드루 앨버스(오릭스) 패전 투수: 이와사다 유타(한신) |   |   |   |   |   |   |   |   |   |   |    |   |

#### 출장 선수
| 퍼시픽 | 퍼시픽 | 퍼시픽          |
| 타순   | 수비   | 선수            |
| ------ | ------ | --------------- |
| 1      | (중)   | 야나기타 유키   |
| 2      | (우)   | 도노사키 슈타   |
| 3      | (지)   | A. 데스파이그네 |
| 4      | (一)   | 야마카와 호타카 |
| 5      | (二)   | 나카무라 쇼고   |
| 6      | (좌)   | 나카무라 아키라 |
| 7      | (三)   | 마쓰다 노부히로 |
| 8      | (유)   | 겐다 소스케     |
| 9      | (포)   | 가이 다쿠야     |
|        | (투)   | 기시 다카유키   |

| 센트럴 | 센트럴 | 센트럴          |
| 타순   | 수비   | 선수            |
| ------ | ------ | --------------- |
| 1      | (유)   | 사카모토 하야토 |
| 2      | (중)   | 아오키 노리치카 |
| 3      | (一)   | J. 로페즈       |
| 4      | (지)   | 쓰쓰고 요시토모 |
| 5      | (우)   | 스즈키 세이야   |
| 6      | (좌)   | W. 발렌틴       |
| 7      | (三)   | 미야자키 도시로 |
| 8      | (二)   | 기쿠치 료스케   |
| 9      | (포)   | 고바야시 세이지 |
|        | (투)   | 스가노 도모유키 |

#### 수상 선수
MVP
- 겐다 소스케(세이부)

5회에 이와사다 유타로부터 선제 적시 2루타를 날린 활약을 보였다. 세이부로서는 단일 시즌에서 2연속 MVP를 차지하여 야쿠르트, 요미우리, 소프트뱅크에 이어 역대 4번째 구단이 됐다. 또한 2017년에 이어 동일 구단에서 MVP로 선출됐지만 세이부 선수의 두 경기 연속 수상은 1987년 이시게 히로미치(2차전), 기요하라 가즈히로(3차전) 이후 31년 만의 쾌거였다.
감투 선수상
- 앤드루 앨버스(오릭스)

2이닝 동안 1안타 무실점(탈삼진은 없음)의 호투로 승리 투수가 됐다.
- 아사무라 히데토(세이부)

7회부터 대타로 등장하면서 2타수 2안타 1타점의 활약을 보였고 자신에게 있어서 2016년 2차전에 이어 수상하게 됐다.
- 미야자키 도시로(DeNA)

3타수 2안타(타점은 없음)의 활약을 보였다.
마이나비상
- 미야자키 도시로(DeNA)

1차전에서 기쿠치 유세이로부터 2점 홈런, 2차전에서 2안타를 치는 등의 활약을 보였다. DeNA 소속 선수의 수상은 전신이던 마쓰다상을 포함하여 2016년의 쓰쓰고 요시토모 이후 두 번째 수상이다.

## 홈런 더비
|  | 예선              | 예선 |                   |    | 준결승          | 준결승 |           |   | 결승 | 결승 |
|  |                   |      |                   |    |                 |        |           |   |      |      |
|  | 제1경기(7월 13일) |      |                   |    |                 |        |           |   |      |      |
|  |                   |      |                   |    |                 |        |           |   |      |      |
|  | 요시다 마사타카   | 12   |                   |    |                 |        |           |   |      |      |
|  | 요시다 마사타카   | 12   | 제3경기(7월 13일) |    |                 |        |           |   |      |      |
|  | 야마다 데쓰토     | 5    |                   |    |                 |        |           |   |      |      |
|  | 야마다 데쓰토     | 5    | 요시다 마사타카   | 10 |                 |        |           |   |      |      |
|  | 제2경기(7월 13일) |      | 요시다 마사타카   | 10 |                 |        |           |   |      |      |
|  |                   |      | 쓰쓰고 요시토모   | 14 |                 |        |           |   |      |      |
|  | 나카타 쇼         | 2    | 쓰쓰고 요시토모   | 14 |                 |        |           |   |      |      |
|  | 나카타 쇼         | 2    | 제7경기(7월 14일) |    |                 |        |           |   |      |      |
|  | 쓰쓰고 요시토모   | 9    |                   |    |                 |        |           |   |      |      |
|  | 쓰쓰고 요시토모   | 9    |                   |    | 쓰쓰고 요시토모 | 8      |           |   |      |      |
|  | 제4경기(7월 14일) |      |                   |    | 쓰쓰고 요시토모 | 8      |           |   |      |      |
|  |                   |      |                   |    |                 |        | W. 발렌틴 | 7 |      |      |
|  | 야마카와 호타카   | 6    |                   |    |                 |        | W. 발렌틴 | 7 |      |      |
|  | 야마카와 호타카   | 6    | 제6경기(7월 14일) |    |                 |        |           |   |      |      |
|  | 스즈키 세이야     | 7    |                   |    |                 |        |           |   |      |      |
|  | 스즈키 세이야     | 7    | 스즈키 세이야     | 6  |                 |        |           |   |      |      |
|  | 제5경기(7월 14일) |      | 스즈키 세이야     | 6  |                 |        |           |   |      |      |
|  |                   |      | W. 발렌틴         | 7  |                 |        |           |   |      |      |
|  | 야나기타 유키     | 10   | W. 발렌틴         | 7  |                 |        |           |   |      |      |
|  | 야나기타 유키     | 10   |                   |    |                 |        |           |   |      |      |
|  | W. 발렌틴         | 11   |                   |    |                 |        |           |   |      |      |
|  | W. 발렌틴         | 11   |                   |    |                 |        |           |   |      |      |

우승자
- 쓰쓰고 요시토모(DeNA)

닛산 노트 e-POWER상
- 야나기타 유키(소프트뱅크)

기록 : 평균 164km/h

## 같이 보기
- 일본 프로 야구 올스타전